# Deinocladus
Deinocladus là một chi bọ cánh cứng trong họ Chrysomelidae.
Chi này được Blake miêu tả khoa học năm 1966.

## Các loài
Các loài trong chi này gồm:
- Deinocladus cartwrighti Blake, 1966
- Deinocladus fascicollis Blake, 1966
- Deinocladus pectiniconis (Baly, 1889)